# Casa-fàbrica Marull
La casa-fàbrica Marull era un edifici situat entre els carrers Nou de la Rambla i de les Tàpies al Raval de Barcelona, actualment desaparegut.

## Història

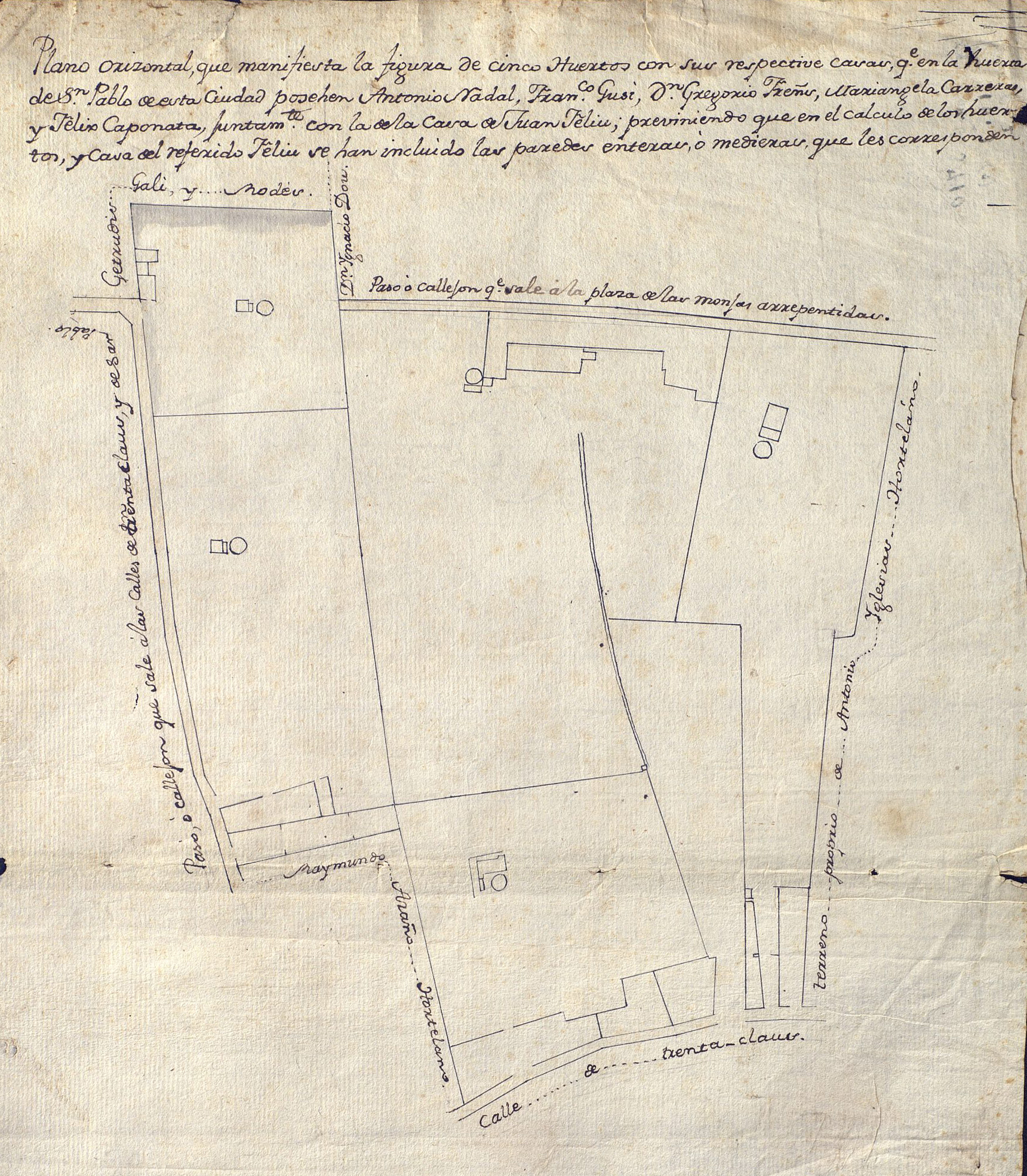
Plànol de diversos horts, on es localitza la fàbrica d'indianes de Gregori French

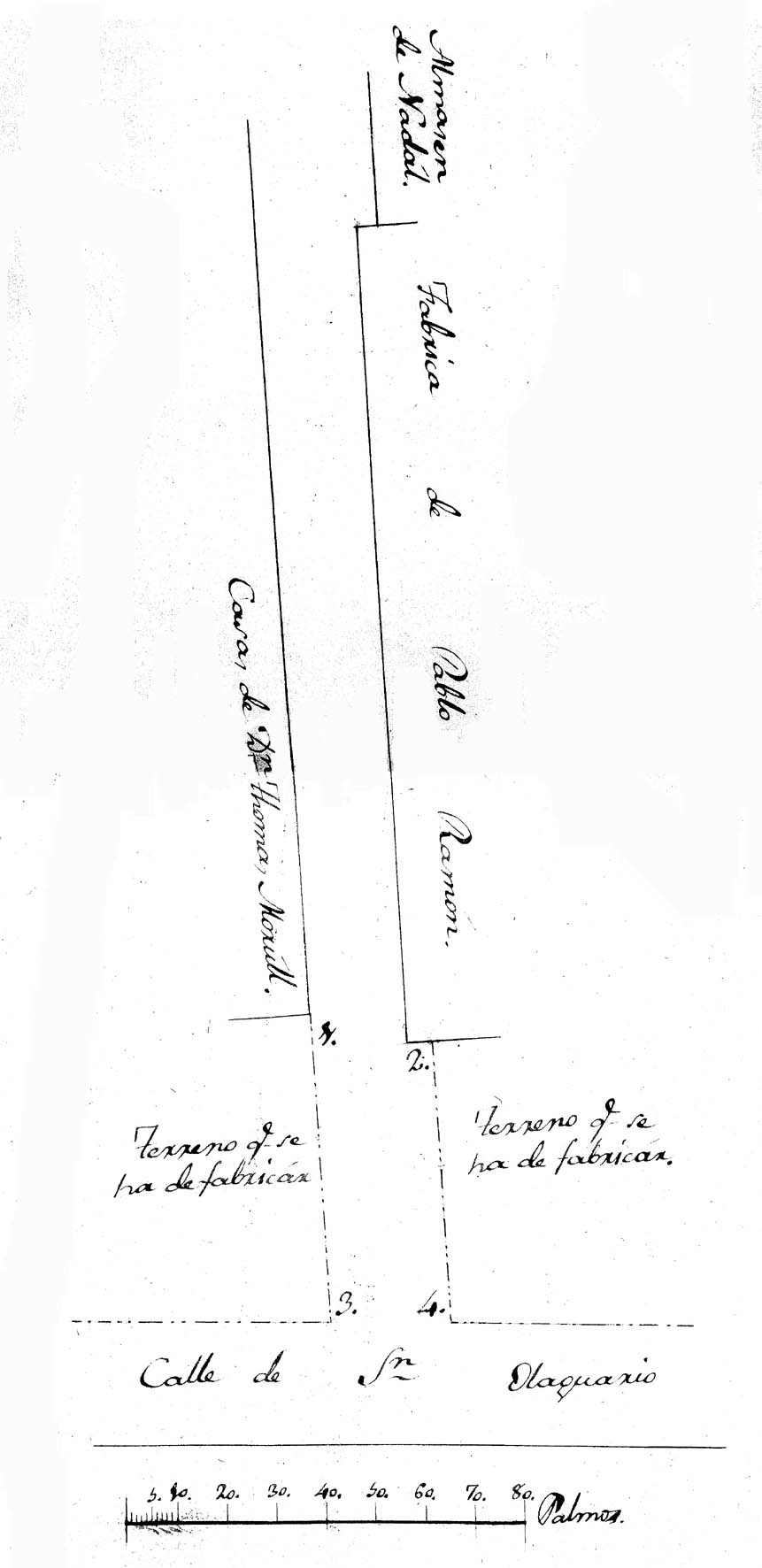
Plànol de diverses propietats al carrer de les Tàpies. Pau Mas i Dordal (1794)

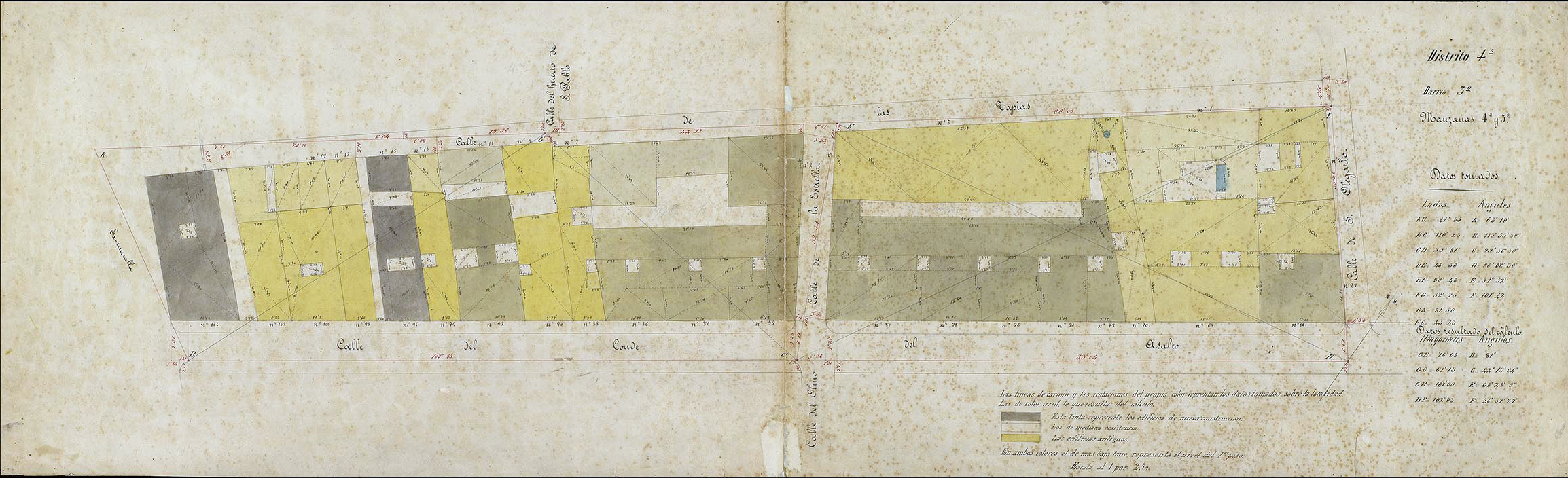
Quarteró núm. 91 de Garriga i Roca (c. 1860)

Els Marull eren una família d'apotecaris i comerciants originària de Cassà de la Selva. Francesc Salvi Marull i Cervera, fill del també apotecari Francesc Marull i de Maria Júlia Cervera, tenia un establiment de farmàcia a Buenos Aires i es dedicava a la importació de medicines i l'exportació de cuirs. El seu germà Tomàs, establert a Barcelona, importava cuirs i altres mercaderies com blocs de sèu de toro del Virregnat del Riu de la Plata. Per al comerç marítim, van arribar a disposar de tres fragates: La Luna, Armonía i Nuestra Señora de los Dolores.
El 1794, Tomàs Marull va adquirir una parcel·la a Gregori French, i l'any següent Tomàs Pi li va fer agnició de bona fe d'una altra parcel·la contigua. El 1796, va demanar permís per a construir-hi un edifici de planta baixa i quatre pisos amb façana al carrer Nou de la Rambla, on establí una fàbrica d'indianes. La «quadra» se situava al fons de la parcel·la, amb front al carreró de les Tàpies, just davant de la fàbrica de Pau i Jacint Ramon, i el 1819 va demanar permís per a convertir la porta del darrere en finestra.
El 1844, els fabricants de flassades de cotó Bassecourt pare i fill, van demanar permís per a instal·lar una màquina de vapor de 4 CV al pati. El 1848, els germans Jaume i Pau Sadó i Pérez van constituir pel termini de cinc anys la societat Jaume Sadó, Germà i Cia amb Joan Baptista Bassecourt com a soci comanditari, amb fàbrica al carrer Nou de la Rambla. El 1854, es va renovar per cinc anys més fins al 1859, en què va quedar dissolta, obtenint Bassecourt uns beneficis de 6.463 duros i 7 rals sobre el capital invertit de 20.000.
El 1863 hi havia el fabricant de buates Antoni Candaló: «Conde del Asalto, 68. Fábrica de guatas-de todas clases, blancas y negras, por mayor y por menor. Se sirven pedidos á todas partes. D. Antonio Candaló.» El 1865, el cirurgià Pere Isern i Marull (fill de Pere Isern i de Francesca Marull, filla de Tomàs) va fer enderrocar la casa-fàbrica per a construir-hi sengles edificis d'habitatges (Nou de la Rambla, 68 i Tàpies, 1bis-1ter), projectats pel mestre d'obres Felip Ubach i finalment enderrocats pel PERI del Raval.